# Guillain-Barrés syndrom
Guillain-Barrés syndrom, eller Guillain-Barré-Strohls syndrom, (GBS) är en akut autoimmun polyneuropati som kännetecknas av förlamning i armar och ben som tilltar under loppet av några dagar eller veckor. Även känselsymtom och symtom från autonoma nervsystemet kan vara framträdande. Eftersom sjukdomen i allvarliga fall kan ge andningspåverkan och hjärtarytmi behöver patienter med GBS observeras på sjukhus. Symtomen kan gå över av sig själv, men i de flesta fall ges behandling med immunoglobuliner eller plasmaferes som påskyndar förbättringen. Trots behandling får ca 15 procent bestående nervpåverkan. Guillain-Barrés syndrom är den vanligaste orsaken till akut polyneuropati i Sverige och drabbar ca 1-2 personer per 100 000 varje år.

## Klassifikation
Guillain-Barrés syndrom kan utifrån symtom och utredningsresultat delas in i flera undergrupper:
| Undergrupp | Förklaring                                         | Kännetecken                                               |
| ---------- | -------------------------------------------------- | --------------------------------------------------------- |
| AIDP       | Akut inflammatorisk demyeliniserande polyneuropati | Både svaghet och känselpåverkan, relativt god prognos     |
| AMSAN      | Akut motorisk och sensorisk axonal neuropati       | Både svaghet och känselpåverkan, mer uttalad nervskada    |
| AMAN       | Akut motorisk axonal neuropati                     | Svaghet utan känselpåverkan, mer uttalad nervskada        |
| MFS        | Miller-Fishers syndrom                             | Ger balanssvårigheter och dubbelseende, ofta utan svaghet |

Den vanligaste formen är AIDP. Gränsen mellan dessa grupper är inte helt skarp och blandformer kan uppträda. Ytterligare några mycket ovanliga former finns beskrivna.

## Symtom
Sjukdomen börjar ofta med stickningar följt av svaghet och känselbortfall. Vanligtvis är symtomen liksidiga och börjar i fötter och händer för att sedan vandra högre upp i armar och ben. I allvarligare fall kan även det autonoma nervsystemet engageras, med risk för bland annat hjärtrytmrubbningar. Även andningsmuskulaturen kan påverkas, och andningsförlamning kan inträffa. Man kan dessutom utveckla ansiktsförlamning.
Vid Miller-Fishers syndrom är symtomen annorlunda. Man utvecklar här yrsel, balanssvårigheter och dubbelseende, ofta utan svaghet i kroppen.

## Orsaker
Guillain-Barrés syndrom orsakas av att immunsystemet angriper det myelinskikt som omger nervfibrerna. Vid AIDP är skadan begränsad till myelinet, vid AMSAN och AMAN är själva nerven skadad vilket innebär att läkningen tar längre tid och att risken för bestående skador är större. I ungefär 2/3 av alla fall sker insjuknandet några veckor efter en virus- eller bakterieinfektion, där särskilt campylobacter har en stark koppling till GBS.

## Utredning
Förutom klinisk undersökning genomförs oftast lumbalpunktion och neurografi. Blodprover avseende olika antikroppar kan hjälpa till att bedöma prognosen och bestämma om GBS orsakats av en genomgången infektion. Vid oklara fall kan även magnetkameraundersökning av ryggmärgen bli aktuell.

## Vård och behandling
Till dess symtomen har börjat gå tillbaka bör patienten vårdas på sjukhus, med upprepade kontroller av hjärtrytm, blodtryck, andningsfunktion och muskelstyrka. Vid uttalade andningsbesvär kan intensivvård och respiratorbehandling bli nödvändig. Behandling med intravenösa immunglobuliner eller plasmaferes (blodbyte) påskyndar återhämtningen och minskar risken för intensivvård. I efterförloppet är det ofta nödvändigt med långvarig sjukgymnastik.

## Prognos
Prognosen för Guillain-Barrés syndrom är förhållandevis god, särskilt om inte själva nervfibrerna, utan bara myelinet har drabbats. Efter ett år har cirka 15 % bestående nervpåverkan som påverkar vardagen, ytterligare ca 35 % har lätta restsymtom medan 50 % är helt återställda. Tidigare har man sett en dödlighet i akutskedet på cirka 5 % men med modern behandling har denna risk i stort sett försvunnit. Cirka 3 % av alla som genomgått GBS får ett återfall någon gång i livet. Om symtomen återkommer strax efter behandling bör man överväga diagnosen CIDP, som är en liknande sjukdom men med långsammare förlopp.

## Namngivning
Syndromet är namngivet efter Jean Alexandre Barré och Georges Charles Guillain. André Strohl kan också förekomma i sjukdomens namn.